# Tērvete (bière)
Pour les articles homonymes, voir Tervete.
La Tērvete est une bière lettone produite à Tērvete. Sa déclinaison de qualité supérieure est la senču.

## Historique
Cette bière a été créée à l'époque soviétique, elle était produite dans un kolkhoze. En 2008, elle était toujours élaborée dans l'entreprise ayant succédé au kolkhoze historique.